# 멜리나 로베르미숑
멜리나 로베르미숑(프랑스어: Mélina Robert-Michon, 1979년 7월 18일~)은 프랑스의 육상 선수로 주 종목은 원반던지기이다. 올림픽에 6회 연속으로 참가했으며 2016년 하계 올림픽 여자 원반던지기 종목에서 은메달을 획득했다. 또한 세계 선수권 대회에서 은메달 1개, 동메달 1개를 획득했다.
현재 프랑스 여자 원반던지기 국가 기록을 보유하고 있다.